# Heinrich Albertz

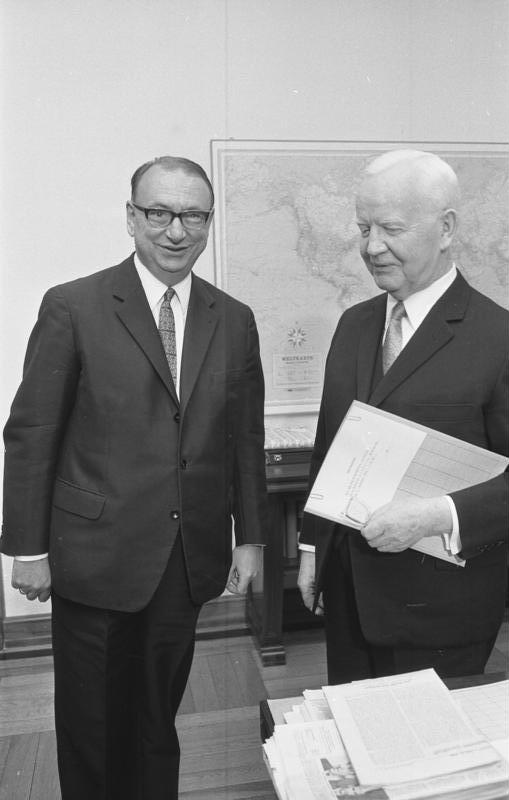
Heinrich Albertz till vänster och Heinrich Lübke till höger.

Heinrich Albertz, född 22 januari 1915 i Breslau, död 18 maj 1993 i Bremen, var en evangelisk pastor och politiker (SPD). Han var regerande borgmästare i Berlin 1966–1967.

## Biografi
Heinrich Albertz var son till hovpredikanten Hugo Albertz och dennes andra fru Elisabeth (född Meinhof). Efter teologistudier blev Albertz medlem i Bekännelsekyrkan. Han greps flera gånger i Tredje riket och kallades in i Wehrmacht 1941. Han engagerade sig efter andra världskriget i flyktingfrågor och för integrationen av människor som förlorat sina hem. Han gick med i SPD 1946.
År 1959 blev han chef för senatskansliet under Willy Brandt. Han tillhörde den inre kretsen runt den regerande borgmästaren Brandt som inrikessenator (från 1961) och borgmästare och senator för polisväsendet, säkerhet och ordning (från 1963). 1966 valdes han till Berlins regerande borgmästare. Han avgick 1967 till följd av händelserna i samband med studentoroligheterna den 2 juni 1967 då studenten Benno Ohnesorg sköts till döds i samband med Shahen av Irans besök. Han hade 1967 lett SPD till en stor valframgång med 56,9 % av rösterna i valet till Berlins parlament. År 1970 avgick han som ledamot av Berlins parlament. Han var därefter åter verksam som pastor i stadsdelen Zehlendorf i Berlin 1970–1979. År 1975 hamnade han återigen i hetluften. Han kom då att vara med som frivillig gisslan i samband med kidnappningen av  politikern Peter Lorenz. Han följde med det plan som frigivna fångar åkte med.
Under 1980-talet engagerade han sig i fredsrörelsen och deltog i demonstrationerna mot Natos raketbeslut (NATO-Doppelbeschluss).